# De Dion-Bouton Type BH
Der De Dion-Bouton Type BH ist ein Pkw-Modell aus der Anfangszeit des 20. Jahrhunderts. Hersteller war De Dion-Bouton aus Frankreich.

## Beschreibung
Die Zulassung durch die nationale Zulassungsbehörde erfolgte am 10. Oktober 1907. Vorgänger war der Type AW.
Der Vierzylindermotor war der erste von De Dion-Bouton mit paarweise gegossenen Zylindern. Er hat 75 mm Bohrung, 100 mm Hub und 1767 cm³ Hubraum. Er war damals in Frankreich mit 12 Cheval fiscal (Steuer-PS) eingestuft. Er ist vorne im Fahrgestell montiert und treibt über ein Dreiganggetriebe und eine Kardanwelle die Hinterräder an. Der Wasserkühler ist direkt vor dem Motor hinter einem deutlich sichtbaren Kühlergrill. Die Hinterachse ist eine De-Dion-Achse.
Die Basis bildet ein Pressstahlrahmen. Der Radstand beträgt wahlweise 2481 mm oder 2734 mm und die Spurweite 1220 mm.
Bekannt sind Aufbauten als Doppelphaeton.
Das Modell wurde zwölf Monate lang produziert. Nachfolger wurde der Type BR, der am 26. September 1908 seine Zulassung erhielt.
Ein erhaltenes Fahrzeug von 1908, das restauriert werden muss, wurde 2009 für 17.029 Euro versteigert.